# Masahiko Kageyama
Pour les articles homonymes, voir Kageyama.
Pas d'image ? Cliquez ici
Masahiko Kageyama (影山正彦, Kageyama Masahiko) est un pilote automobile japonais né le 8 août 1968 à Kanagawa (Japon).

## Biographie
Masahiko Kageyama est le frère aîné de Masami Kageyama qui est lui aussi un pilote de course automobile. Il débute en Championnat du Japon de Formule 3 en 1987 et remporte le titre en 1989. 
De 1990 à 2001, il évolue en Formule 3000 japonaise (devenue Formula Nippon en 1996) et obtient son meilleur résultat en 1998 avec une quatrième place.
En parallèle, il participe au Super GT de 1993 à 2002 et devient champion trois années consécutives de 1993 à 1995 puis tente sa chance à cinq reprises aux 24 Heures du Mans.

## Palmarès
- Champion du Japon de Formule 3 en 1989
- Champion de JTCC en 1993
- Champion de Super GT en 1993, 1994 et 1995

## Résultats aux 24 Heures du Mans
| Année | Voiture                | Équipe                  | Équipiers                         | Résultat |
| ----- | ---------------------- | ----------------------- | --------------------------------- | -------- |
| 1995  | Nissan Skyline GT-R LM | NISMO                   | Kazuyoshi Hoshino / Toshio Suzuki | Abandon  |
| 1996  | Nissan Skyline GT-R LM | NISMO                   | Aguri Suzuki / Masahiko Kondo     | Abandon  |
| 1997  | Nissan R390 GT1        | Nissan Motorsport / TWR | Kazuyoshi Hoshino / Érik Comas    | 12e      |
| 1998  | Nissan R390 GT1        | Nissan Motorsport / TWR | Aguri Suzuki / Kazuyoshi Hoshino  | 3e       |
| 2000  | Panoz LMP-1 Roadster-S | TV Asahi Team Dragon    | Toshio Suzuki / Masami Kageyama   | 6e       |